# Washington Redskins 1997
La stagione 1997 dei Washington Redskins è stata la 66ª della franchigia nella National Football League e la 61ª a Washington. La squadra terminò con un record di 8-7-1, mancando l'accesso ai playoff per la quinta stagione consecutiva e pareggiò la sua prima partita dal 1971.

## Roster
| Roster dei Washington Redskins nel 1997 |
| --- |
| Quarterback - 12 Gus Frerotte - 10 Trent Green - 15 Jeff Hostetler Running Back - 21 Terry Allen - 48 Stephen Davis - 30 Brian Mitchell Wide Receiver - 83 Albert Connell - 85 Henry Ellard - 46 Chris Sanders - 86 Leslie Shepherd - 87 James Thrash - 82 Michael Westbrook Tight End - 84 Jamie Asher - 88 James Jenkins Offensive Linemen - 73 Darryl Ashmore T - 75 Bob Dahl G - 77 Tre' Johnson G - 68 Joe Patton G - 67 Shar Pourdanesh T - 52 Cory Raymer C - 76 Ed Simmons T - 66 Dan Turk G - 55 Jeff Uhlenhake C Defensive Linemen - 93 Marc Boutte DT - 92 Jamal Duff DE - 95 William Gaines DT - 99 Ryan Kuehl DT - 90 Kenard Lang DE - 91 Chris Mims DT - 96 Rich Owens DE - 72 Don Sasa DT Linebacker - 57 Ken Harvey - 54 Greg Jones OLB - 53 Marvcus Patton - 98 Twan Russell - 50 Derek Smith MLB Defensive Back - 37 Jesse Campbell SS - 26 Cris Dishman CB - 35 Leomont Evans - 28 Darrell Green CB - 24 Stanley Richard FS - 32 Keith Thibodeaux - 29 Scott Turner CB - 22 Jamel Williams Special Team - 16 Scott Blanton K - 1 Matt Turk P Squadra di allenamento - —- Jeff Miller T |
| Legenda - I rookie sono in corsivo. - Il primo ruolo è il principale mentre gli eventuali successivi indicano i ruoli secondari. - (IR) sta per Injured Reserve ed indica la lista ristretta per un solo giocatore infortunato che può tornare ad allenarsi dopo la settimana 6 e a rientrare in prima squadra dopo che questa ha giocato 8 partite. - (NF-Inj.) / (NF-Ill.) stanno rispettivamente per Non-Football Injured e Non-Football Illness ed indicano le liste dove viene inserito un giocatore che ha un infortunio o una malattia non dipendente dal football americano. - (PUP) sta per Physically Unable to Perform ed indica la lista dove viene inserito un giocatore mentre è in attesa di recuperare la condizione fisica. Nella stagione regolare dopo la sesta partita giocata dalla propria squadra, il giocatore ha tempo tre settimane per riprendere ad allenarsi, più tre settimane aggiuntive dal suo rientro agli allenamenti per rientrare in prima squadra. |

## Calendario
| Stagione regolare |                    |                        |                    |                    |                    |
| Turno             | Data               | Avversario             | Risultato          | Record             | Pubblico           |
| 1                 | 31 agosto 1997     | at Carolina Panthers   | V 24–10            | 1–0                | 72,633             |
| 2                 | 7 settembre 1997   | at Pittsburgh Steelers | S 14–13            | 1–1                | 58,059             |
| 3                 | 14 settembre 1997  | Arizona Cardinals      | V 19–13            | 2–1                | 78,270             |
| 4                 | Settimana di pausa | Settimana di pausa     | Settimana di pausa | Settimana di pausa | Settimana di pausa |
| 5                 | 28 settembre 1997  | Jacksonville Jaguars   | V 24–12            | 3–1                | 74,421             |
| 6                 | 5 ottobre 1997     | at Philadelphia Eagles | S 24–10            | 3–2                | 67,008             |
| 7                 | 13 ottobre 1997    | Dallas Cowboys         | V 21–16            | 4–2                | 76,159             |
| 8                 | 19 ottobre 1997    | at Tennessee Oilers    | S 28–14            | 4–3                | 31,042             |
| 9                 | 26 ottobre 1997    | Baltimore Ravens       | S 20–17            | 4–4                | 75,067             |
| 10                | 2 novembre 1997    | at Chicago Bears       | V 31–8             | 5–4                | 53,032             |
| 11                | 9 novembre 1997    | Detroit Lions          | V 30–7             | 6–4                | 75,162             |
| 12                | 16 novembre 1997   | at Dallas Cowboys      | S 17–14            | 6–5                | 64,559             |
| 13                | 23 novembre 1997   | New York Giants        | P 7–7              | 6–5–1              | 75,703             |
| 14                | 30 novembre 1997   | St. Louis Rams         | S 23–20            | 6–6–1              | 74,772             |
| 15                | 7 dicembre 1997    | at Arizona Cardinals   | V 38–28            | 7–6–1              | 41,537             |
| 16                | 13 dicembre 1997   | at New York Giants     | S 30–10            | 7–7–1              | 77,571             |
| 17                | 21 dicembre 1997   | Philadelphia Eagles    | V 35–32            | 8–7–1              | 75,939             |

## Classifiche
| NFC East            |    |    |   |      |     |     |     |
|                     | V  | S  | P | %    | PF  | PS  | STR |
| (3) New York Giants | 10 | 5  | 1 | .656 | 307 | 265 | V3  |
| Washington Redskins | 8  | 7  | 1 | .531 | 327 | 289 | V1  |
| Philadelphia Eagles | 6  | 9  | 1 | .406 | 317 | 372 | S3  |
| Dallas Cowboys      | 6  | 10 | 0 | .375 | 304 | 314 | S5  |
| Arizona Cardinals   | 4  | 12 | 0 | .250 | 283 | 379 | V1  |